# Казе Каде (Ђенова)
Казе Каде је насеље у Италији у округу Ђенова, региону Лигурија.
Према процени из 2011. у насељу је живело 38 становника. Насеље се налази на надморској висини од 235 м.